# Подарок (мультфильм)
«Пода́рок» — российский мультипликационный фильм. Фильм участвовал в информационной программе фестиваля «Суздаль-2005». Победитель кинофестиваля «Семья России» (2006). Фильм создан при финансовой поддержке Службы кинематографии Министерства Культуры РФ.

## Сюжет
Посвящение во вступительной заставке:

«Всем бабушкам посвящается…»

В основе фильма — стихотворение Генриха Сапгира «Подарок».
Фильм повествует о том, как маленький мальчик решил сделать подарок бабушке на День рождения и никак не может решить, что же именно ей подарить. В детской фантазии оживают реальность и вымысел, рассказывающие нам о том, как бы бабушка отнеслась к этому подарку. В результате таких «тяжёлых раздумий» мальчик приходит к выводу, что лучший подарок бабушке — это быть с ней всегда рядом в любой ситуации.

## Создатели
| автор сценария                  | Анна Белоногова |
| режиссёр                        | Анна Белоногова |
| ассистент режиссёра и художника | Надежда Алфёрова |
| художники                       | Павел Лычкин, Виктория Бармина, Алла Беляева, Е. Богачёва, Наталья Дражжа, Наталья Подлесных, Стелла Савельева, Елена Станикова, И.Терехова |
| аниматоры                       | Владимир Захаров, Татьяна Киселёва, Владимир Шевченко                                                                                       |
| автор песни                     | Анна Белоногова |
| аранжировка                     | Реваз Чиринашвили |
| звукорежиссёр                   | Ашот Геворкян |
| оператор лайн-теста             | И. Максимов |
| директор картины                | Любовь Гришина |
| продюсер                        | Алевтина Чинарова |